# Oporinia oblita
Oporinia oblita är en fjärilsart som beskrevs av Allen 1906. Oporinia oblita ingår i släktet Oporinia och familjen mätare. Inga underarter finns listade i Catalogue of Life.